# جوني إيجر (فلم)
جوني إيجر (بالإنجليزية: Johnny Eager) هو فيلم جريمة تم إنتاجه في الولايات المتحدة وصدر في سنة 1941.

## بطولة
- لانا تيرنر

## الميزانية والإيرادات
بلغت تكلفة إنتاج الفيلم حوالي 651,000 دولار بينما حقق أرباحا تقدر بـ 2,586,000 دولار.

### ترشيحات وجوائز
| السنة | الحدث          | الفئة                  | النتيجة  |
| ----- | -------------- | ---------------------- | -------- |
|       | جائزة الأوسكار | أفضل ممثل في دور مساعد | فـــــوز |

## وصلات خارجية
- مقالات تستعمل روابط فنية بلا صلة مع ويكي بيانات